# 메트로 갤러리 FC
드림스 메트로 갤러리 FC(영어: Dreams Metro Gallery FC, 중국어: 夢想駿其足球會)는 2008년에 창단된 홍콩의 축구 클럽이다. 현재는 홍콩 2부 리그에 참가하고 있다. 2012년 일본 프로축구 J2리그에 소속된 축구팀인 요코하마 FC가 인수하여 팀 명을 '요코하마 FC 홍콩'으로 변경하였으며, 2015년엔 메트로 갤러리가 인수하여 지금의 팀명으로 변경되었다.

## 역대 감독
| 감독       | 임기        |
| ---------- | ----------- |
| 주시우게이 | 2015 ~ 2016 |